# Нелсън Майлс
Нелсън Ейпълтън Майлс (на английски: Nelson Appleton Miles) е американски генерал, служил по време на Американската гражданска война, Индианските войни и Испано-американската война. От 1895 до 1903 г. е командващ генерал на армията на САЩ, преди позицията да бъде премахната.

## Биография
Роден е на 8 август 1839 г. близо до Уестминстър, Масачузетс. Той е най-малкото дете в баптисткото семейство на Даниел и Мери Майлс. Завършва училище и академията Джон Р. Гоул в Уестминстър. През 1856 г. напуска дома си и започва работа в магазин в Бостън. Преди Гражданската война учи военно дело и тактика. В началото на войната е назначен като лейтенант в Двадесет и втори Масачузетски доброволчески полк и скоро след това става помощник в лагера на генерал Оливър Отис Хауърд. След това започва бързото му изкачване до върха на военната йерархия. Майлс взима участие в почти всеки по-голям конфликт по време на Гражданската война, освен при Гетисбърг. Раняван е 4 пъти и получава медал за храброст при Чансълърсвил, където е тежко ранен. През 1865 – 1866 г. командва във Форт Монро, Вирджиния. През октомври 1866 г. е повишен до полковник от редовната армия и е назначен в Северна Каролина. През 1868 г. се жени за Мери Хойт Шърман, племенница на сенатор Джон Шърман и на генерал Уилям Шърман. От брака им се раждат 2 деца.
През 1869 г. е назначен като полковник в Пети пехотен полк. Назначен е във Форт Хейс, Канзас, след което е преместен във Форт Харкър и Форт Левънуърт. През 1874 – 1875 г. воюва с индианците в северен Тексас. През 1876 г., след битката при Литъл Биг Хорн и смъртта на Джордж Армстронг Къстър, Майлс е назначен в Монтана да воюва с тамошните индианци. През 1880 г. е повишен в бригаден генерал, а през 1886 г. е назначен за командващ в Аризона със задачата да усмири войнстващите апачи. През 1889 г., след като за кратко служи като командир на Тихоокеанската дивизия е повишен в генерал-майор и назначен за командващ на Мисурийската дивизия със седалище във Форт Шеридан, Илинойс. През 1895 г. е назначен от президента на САЩ за главнокомандващ на армията. Под ръководството на Майлс армията воюва в Испанско-американската война от 1898 г. През 1900 г. е повишен в генерал-лейтенант. Пенсионира се през 1903 г. Умира на 15 май 1925 г. и е погребан в националното гробище Арлингтън.